# Spaceport Sweden
Spaceport Sweden AB är ett svenskt företag som syftar till att utveckla rymdrelaterad besöksnäring, inklusive rymdturism och en eventuell rymdhamn, i området kring Kiruna. Spaceport Sweden invigdes som en nationell satsning av dåvarande näringsminister Maud Olofsson 2007. Spaceport Sweden har som mål att etablera världens ledande och Europas första rymdupplevelsecenter i Kiruna. 
Vd för Spaceport Sweden är sedan 2007 Karin Nilsdotter. Delägare i Spaceport Sweden AB är Ishotellet i Jukkasjärvi, Visionalis med Hotel Stureplan, Riksgränsen och Björkliden Fjällby, riskkapitalbolaget Norrskenet och det statliga riskkapitalbolaget Inlandsinnovation. Ordförande i Spaceport Sweden AB är Yngve Bergqvist, grundare av Ishotellet.

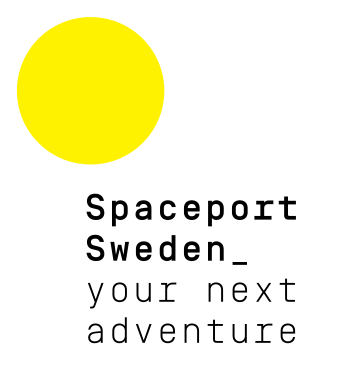
Logotyp Spaceport Sweden.